# Golince
Golince (horvátul: Golinci) falu Horvátországban, Eszék-Baranya megyében. Közigazgatásilag Alsómiholjáchoz tartozik.

## Fekvése
Eszéktől légvonalban 42, közúton 50 km-re északnyugatra, községközpontjától légvonalban 7, közúton 10 km-re délre, a Szlavóniai-síkságon, a Karasica jobb partján fekszik.

## Története
A régészeti leletek tanúsága szerint területén már az őskorban éltek emberek. A falutól délre fekvő „Leštak” nevű enyhe magaslaton a szántóföldön a kőkorszaktól a kőrézkoron és a bronzkoron át egészen a középkorig lakott település maradványai, kerámiatöredékek, kőszerszámok, használati tárgyak maradványai kerültek elő. A Karasicától délre, egy kisebb vízfolyástól keletre, a temetőtől északkeletre, az „Ograd” nevű ovális magaslaton egy másik település maradványait találták. A település a késő bronzkorban és a középkorban volt lakott. Itt is főként kerámiatöredékek, tégladarabok és használati tárgyak maradványait találták. A 12. század eleje és a 16. század vége között lakott település maradványait találták gázvezeték építése közben a Karasicáról délre, a temetőtől nyugatra fekvő enyhe magaslaton, a „Selište” nevű lelőhelyen.
A mai falu valószínűleg a török uralom idején keletkezett, amikor Boszniából katolikus sokácok vándoroltak be ide. Az 1698-as kamarai összeírásban nem szerepel. A török kiűzése után előbb kamarai birtok, majd a valpói, később pedig az alsómiholjáci uradalom része lett. 1721. december 31-én III. Károly Hilleprand von Prandau Péter bárónak adományozta. A család maradt a birtokosa egészen 1865-ig, amikor Hilleprand von Prandau Károly gyermektelenül halt meg. Ekkor Gusztáv testvérének lánya Stefánia lett a miholjáci uradalom birtokosa, aki Mailáth György felesége lett. Ezután a Mailáth család birtoka volt 1923-ig, amikor a magyarbarát család itteni birtokait a jugoszláv állam elvette.
Az első katonai felmérés térképén „Golincze” néven található. Lipszky János 1808-ban Budán kiadott repertóriumában „Golincze” néven szerepel. Nagy Lajos 1829-ben kiadott művében „Golincze” néven 114 házzal, 699 katolikus vallású lakossal találjuk. Az iskola épülete 1888-ban készült el. 1890-ben felépítették a Keresztelő Szent János templomot.
A 19. században a környező földek megművelésére dunai svábokat és dél-magyarországi magyarokat telepítettek ide. 1857-ben 631, 1910-ben 816 lakosa volt. Verőce vármegye Alsómiholjáci járásához tartozott. Az 1910-es népszámlálás adatai szerint lakosságának 75%-a horvát, 18%-a német, 6%-a magyar anyanyelvű volt. Az első világháború után 1918-ban az új szerb-horvát-szlovén állam, majd később (1929-ben) Jugoszlávia része lett. 1927-ben felépült az evangélikus templom, melyet hívei csak 17 évig használhattak. A háború előtt még mintegy ötven család járt ide istentiszteletre. A második világháború idején a német és magyar lakosságot elűzték. Többeket pusztán etnikai hovatartozásuk miatt fogolytáborba hurcoltak. Helyükre a háború után horvátok települtek. 1960-ban bevezették az elektromos áramot. A falun átvezető utat 1967-ben építették. 1978 és 1980 között megépítették a járdákat. 1990-ben a falu minden útját aszfaltozták, 1992-ben pedig összekötötték a szomszédos Porecs faluval. A faluban egykori híd ívelt át a Karasicán, mely a Golincihoz tartozott, de mára kihalt Kabalnára vezetett. 1991-ben lakosságának 94%-a horvát nemzetiségű volt. 2011-ben a falunak 431 lakosa volt.

## Lakossága
| Lakosság változása | Lakosság változása | Lakosság változása | Lakosság változása | Lakosság változása | Lakosság változása | Lakosság változása | Lakosság változása | Lakosság változása | Lakosság változása | Lakosság változása | Lakosság változása | Lakosság változása | Lakosság változása | Lakosság változása | Lakosság változása |
| ------------------ | ------------------ | ------------------ | ------------------ | ------------------ | ------------------ | ------------------ | ------------------ | ------------------ | ------------------ | ------------------ | ------------------ | ------------------ | ------------------ | ------------------ | ------------------ |
| 1857               | 1869               | 1880               | 1890               | 1900               | 1910               | 1921               | 1931               | 1948               | 1953               | 1961               | 1971               | 1981               | 1991               | 2001               | 2011               |
| 631                | 633                | 579                | 669                | 768                | 816                | 767                | 809                | 859                | 845                | 789                | 644                | 546                | 503                | 486                | 431                |

## Gazdaság
A lakosság többsége mezőgazdasággal foglalkozik, néhányan zöldséget termesztenek, illetve kecskesajt előállításával és gombatermesztéssel foglalkoznak.

## Nevezetességei
- 1890-ben épített Keresztelő Szent János tiszteletére szentelt római katolikus temploma a radikovci Szent Anna plébánia filiája.
- 1927-ben épített evangélikus temploma romos, elhanyagolt állapotban áll. Hívei a német kisebbséghez tartoztak, akiket a második világháború végén elűztek. A templomot teljesen kifosztották, csak az oltár maradt benne. A mennyezet beszakadt és csak a szomszédok, Andreas Schultz és Branko Matijević családjai gondoskodtak arról, hogy a templom és környezete rendben maradjon. Az ő kemény munkájuknak és gondoskodásuknak köszönhető, hogy a templom még ma is áll, különben már rég összeomlott volna.

## Oktatás
A faluban a magadenovaci Matija Gubec általános iskola négyosztályos, alsó tagozatos területi iskolája működik.

## Sport
Az NK Mladost Golinci labdarúgócsapata a megyei 3. ligában szerepel.

## Egyesületek
- DVD Golinci önkéntes tűzoltó egyesület.
- ŠRU „Linjak” sporthorgász egyesület.
- LD „Kobac” Golinci vadásztársaság.